# Gerhard Rall
Gerhard Rall (* 24. Juni 1941 in Unterweissach) ist ein deutscher Unternehmer und Erfinder.

## Leben
Gerhard Rall schloss seine Lehre zum Mechaniker 1957 ab und studierte anschließend Maschinenbau. 1964 kehrte er zu seinem Ausbildungsbetrieb Hainbuch in Marbach am Neckar als Maschinenbautechniker zurück. 1966 wurde er Betriebsleiter und studierte Betriebswirtschaft an der Verwaltungs- und Wirtschaftsakademie in Heilbronn. Seit 1975 ist  Rall geschäftsführender Gesellschafter der Hainbuch GmbH, dem größten Arbeitgeber in Marbach am Neckar. Rall heiratete Hildegard Rall, eine Tochter des Hainbuch-Firmengründers Wilhelm Hainbuch und hat zwei Kinder. Er führt das Familienunternehmen Hainbuch GmbH zusammen mit seiner Tochter Sylvia Rall.
Bei seiner Übernahme der Geschäfte 1975 zählte das Unternehmen Hainbuch GmbH 55 Mitarbeiter. Heute hat das Unternehmen zwölf internationale Tochterunternehmen mit über 850 Mitarbeitern. Mit zahlreichen Patenten legte Rall den Grundstein des Unternehmenserfolgs. Mit dem Patent des Spanntop-Prinzips im Jahr 1977 stellte Hainbuch ein völlig neues System her, das durch den Schnellwechsel per vulkanisiertem Spannmittel die klassische Spannzange weitestgehend ersetzt. Beim patentierten Verfahren werden einzelne Spannbacken durch Heißvulkanisierung zusammengesetzt. Die Kombination aus Einsatzstahl und Gummi ermöglicht die Spannbewegung und hält das Werkstück. Durch die Kombination aus Spannelementen und Gummi muss sich das Spannmittel nicht wie bei einer herkömmlichen Spannzange verbiegen. Dadurch spannt der Spannkopf auf der gesamten Spannlänge mit der gleichen Kraft.
Heute ist dieses Verfahren in der Fertigungstechnik und der Spannkopf weltweit Standard.
Mit der Beteiligung an über 150 Patenten prägt Gerhard Rall die Effektivität von Spanntechnik seit den 1960er Jahren. Weitere bedeutende Erfindungen unter Beteiligung Ralls waren ein Spannfutter mit integrierter Sensortechnologie, das permanent die tatsächliche Ist-Spannkraft am Werkstück misst und an die Werkzeugmaschine überträgt sowie ein Spannfutter aus carbonfaserverstärktem Kunststoff, das durch das leichtere Gewicht die Maschinenkomponenten schont.
Für herausragende berufliche und unternehmerische Leistungen und zum Dank für besondere Verdienste um die Wirtschaft des Landes Baden-Württemberg erhielt Rall 2012 die Wirtschaftsmedaille des Landes Baden-Württemberg.

## Ehrungen und Auszeichnungen
- 2010: Ernennung zum Ehrensenator durch das Wirtschaftskomitee Deutschland[10]
- 2012: Verleihung der Wirtschaftsmedaille des Landes Baden-Württemberg[11]
- 2019: Weltethos-Ambassador Botschafter des Weltethos-Instituts Tübingen[12]